# William Byrd
William Byrd (podle juliánského kalendáře 1540 nebo 1543, Ingatestone – 4. července 1623, Londýn) byl anglický resenesanční hudební skladatel. Skládal hudbu různých v tu dobu oblíbených žánrů, včetně duchovní i světské polyfonie. Je považován za zakladatele anglického madrigalu. Tvořil také jak katolickou, tak anglikánskou liturgickou hudbu; sám byl katolík.

## Život
O Byrdově původu a životě po přistěhování do Londýna se mnoho neví. Byl žákem jiného významného skladatele a rovněž katolíka, Thomase Tallise. V roce 1575 obdrželi od královny Alžběty I. monopol na import, tisk, publikování a prodej hudby a na výrobu notového papíru. V témže roce vydali svoje první společné dílo, sbírku motet Cantiones sacrae. V roce 1577 Byrd emigroval z Londýna do Middlesexu, protože přibližně v té době konvertoval ke katolicismu, který byl od roku 1559 zakázan pod hrdelními tresty. Díky oblíbenosti u královny se sice vyhnul nejkrutějším trestům, avšak i tak byl nucen nezveřejňovat některé své kompozice. Tyto kompozice často věnoval svému patronu, siru Johnovi Petremu, který ve svém domě ukrýval katolické kněze před královskými lovci kněží. K siru Petremu docházel rovněž na tajné katolické bohoslužby, kde se zřejmě seznámil s vydavatelem Stephenem Vallengerem, který byl později odhalen a potrestán uříznutím uší a doživotním žalářem. 
Když v roce 1588 zemřel Thomas Tallis, Byl Byrd nucen založit vlastní vydavatelství. V tomto období napsal a vydal sbírky Psalmes, Sonets, & Songs of Sadnes and Pietie (1588), Songs of Sundrie Natures a dva další svazky Cantiones sacrae (1589–1591). Svá díla často věnoval předním anglickým katolíkům. V roce 1593 se odstěhoval s rodinou do Essexu, kde žil po zbytek života. Fakt, že v roce 1603 nastoupil na trůn katolický král Jakub I., patrně uspíšil vydání jeho dalších děl – dvou knih Graduálií (1605–1607) a sbírky Psalmes, Songs and Sonnets (1611). Byrd patrně zemřel 4. července 1623.

## Význam
Byrd měl mimořádný význam pro anglickou hudbu, inspiroval řadu skladatelů jako Johna Bulla, Gillese Farnabyho, Orlanda Gibbonse či Thomase Tomkinse. Přinesl z Itálie do Anglie madrigal a byl také učitelem významného skladatele madrigalů Thomase Morleyho.